# محمد باي بن داود الميلي
محمد باي بن داود الميلي المدعو بوشطابي هو باي قسنطينة وحاكم بايلك الشرق ضمن أيالة الجزائر في العهد العثماني. امتد حكمه بين سنتي 1818 و1819 ليخلفه فيما بعد إبراهيم خوجة باي الغربي.